# Alex Hales
Alexander Daniel Hales (* 3. Januar 1989 in London, Vereinigtes Königreich) ist ein englischer Cricketspieler, der von 2011 bis 2023 für die englische Nationalmannschaft spielte.

## Aktive Karriere

### Anfänge in der Nationalmannschaft
Nachdem er schon in der zweiten Mannschaft für Nottinghamshire gespielt hatte, erhielt er im September 2007 mit 18 Jahren ein Vertrag für die erste Mannschaft. Nachdem er im heimischen Cricket überzeugen konnte, spielte er sich in das Umfeld der Nationalmannschaft. So wurde er im Juli 2011 in den Kader der English Lions berufen. Daraufhin gab er sein Debüt in der Nationalmannschaft im August 2011 im Twenty20 gegen Indien, wobei er kein Run erzielte. Im Monat darauf bekam er gegen die West Indies eine erneute Chance und erzielte ein Fifty über 72* Runs. In der Folge erhielt er vereinzelte Einsätze im Team. Im Sommer 2012 erreichte er 99 Runs gegen die West Indies und wurde als Spieler des Spiels ausgezeichnet. Daraufhin wurde er für den ICC World Twenty20 2012 nominiert und erzielte dort gegen die West Indies ein Half-Century über 68 Runs. Nach dem Turnier erreicht er in Indien ein Fifty über 56 Runs. Jedoch erklärte der englische Verband ihm bei dieser Gelegenheit, dass er keine Freigabe für die im April startende Indian Premier League erhalten würde. Dafür erhielt er Einsätze in der Big Bash League 2012/13 für die Melbourne Renegades, nachdem er dort den verletzten Marlon Samuels ersetzte. Nach einem Fifty über 80 Runs im Februar in Neuseeland (80* Runs) und einem weiteren daheim gegen Australien im August (94 Runs), erklomm er die Spitze der Rangliste für Twenty20-Batter des Weltverbandes.
Im März 2014 reiste er mit dem Team zum ICC World Twenty20 2014 nach Bangladesch und erzielte dort gegen Sri Lanka ein Century über 116 Runs aus 64 Bällen. Dabei war er der erste englische Spieler dem ein Century in einem Twenty20 gelang. Nach dem Turnier konnte er zu Beginn des Sommers ebenfalls gegen Sri Lanka ein weiteres Fifty über 66 Runs erreichen. Im August gab er dann sein Debüt im ODI-Cricket gegen Indien. Jedoch konnte er sich zunächst nicht etablieren und musste um seinen Platz im Kader kämpfen. Dennoch wurde er für den Cricket World Cup 2015 nominiert, erhielt jedoch nur zwei Einsätze. Im Sommer gelangen ihm dann gegen Neuseeland zwei Fifties (54 und 67 Runs). Nachdem er im November 2015 gegen Pakistan sein erstes ODI-Century über 109 Runs aus 117 Bällen erzielt hatte, erhielt er einen Platz im Test-Team. Sein Test-Debüt gab er zum Jahreswechsel bei der Tour in Südafrika. In der Serie konnte er dann ein Fifty über 60 Runs im zweiten Spiel erzielen. In der folgenden ODI-Serie gelangen ihm dann in den ersten vier Spielen jeweils ein Fifty (57, 99, 65 und 50 Runs). Nachdem er im abschließenden ODI dann ein Century über 112 Runs aus 128 Bällen erreicht hatte, wurde er trotz der Serien-Niederlage als Spieler der Serie ausgezeichnet. Beim ICC World Twenty20 2016 war seine beste Leistung dann 28 Runs bei der Niederlage gegen die West Indies.

### Focus auf die kurzen Formate
Zu Beginn des Sommers kam Sri Lanka nach England und er konnte in der Test-Serie drei Fifties (86, 83, 94 Runs) erreichen. Bei der anschließenden Tour gegen Pakistan erzielte er dann nur ein Fifty in der Test-Serie. In der zugehörigen ODI-Serie gelang ihm jedoch ein Century über 171 Runs aus 122 Bällen, wofür er als Spieler des Spiels ausgezeichnet wurde. Im September erklärte er aus Sicherheitsgründen nicht an der Tour in Bangladesch teilnehmen zu wollen, woraufhin er keine weiteren Möglichkeiten mehr im Test-Team erhielt. Im Januar zog er sich bei der Tour in Indien eine Handfraktur zu und musste somit vorzeitig abreisen. Nachdem er wieder fit war, erreichte er im März 2017 in der ODI-Serie in den West Indies 110 Runs aus 107 Bällen, wofür er als Spieler des Spiels ausgezeichnet wurde. Zu Beginn des Sommers erreichte er jeweils ein Fifty in den ODI-Serie gegen Irland (55 Runs) und Südafrika (61 Runs). In der daraufhin folgenden ICC Champions Trophy 2017 erreichte er dann in den ersten beiden Spielen gegen Bangladesch (95 Runs) und Neuseeland (56 Runs) jeweils ein Half-Century. Zum Ende des Sommers nach dem vorletzten Spiel der Tour gegen die West Indies ging er unter anderem mit Ben Stokes dem Bristoler Nachtleben nach. In den frühen Morgenstunden kam es zu einem Zwischenfall vor einem Nachtclub bei dem Stokes auf Grund von Körperverletzung festgenommen wurde. Daraufhin wurden beide vom Team suspendiert. Nachdem im Dezember die Polizei bekannt gab, das Hales nicht weiter verdächtig wurde in dem Fall involviert zu sein, kam er wieder zurück ins Team. In der ODI-Serie in Australien erreichte er dann ein Fifty (57 Runs), ebenso in der darauf stattfinden Tour in Neuseeland (61 Runs).
Im Sommer erzielte er im Tour Match gegen Schottland ein Fifty (52 Runs), bevor er gegen Australien ein Century über 147 Runs aus 92 Bällen erreichte. In der folgenden Twenty20-Serie gegen Indien erreichte er ebenfalls ein Fifty über 58* Runs, wofür er als Spieler des Spiels ausgezeichnet wurde. Jedoch Stand seine Position im Team immer mehr zur Diskussion. Im September holte ihn dann der Nachtclub-Vorfall wieder ein, als der Verband ein Disziplinarverfahren gegen ihn und Stokes ansetzte. Im Februar reiste er noch einmal für eine Tour in die West Indies und erreichte dort ein Fifty über 82 Runs in den ODIs. Im April wurde er in den provisorischen Kader für den Cricket World Cup 2019 aufgenommen, bevor bekannt wurde, dass er einen Drogen-Test nicht bestand. Daraufhin wurde er aus dem Kader gestrichen. In der Folge spielte er weiter für Nottingham und in zahlreichen Twenty20-Ligen der Welt. Jedoch war es Kapitän Eoin Morgan der deutlich machte, dass er keine Grundlage für eine weitere Zusammenarbeit sehe. Es sollte bis zum September 2022 dauern, bis er, nachdem sich Jonny Bairstow verletzte und Jos Buttler die Kapitänsrolle übernahm, wieder in die Nationalmannschaft berufen wurde. Bei seinem Comeback erzielte er in Pakistan ein Fifty über 53 Runs in der Twenty20-Serie. Direkt vor der Weltmeisterschaft gelang ihm dann auch ein Fifty über 84 Runs gegen Australien, wobei er als Spieler des Spiels ausgezeichnet wurde. Beim ICC Men’s T20 World Cup 2022 erzielte er in der Super-12-Runde zunächst ein Fifty über 52 Runs gegen Neuseeland. Im Halbfinale erreichte er dann gegen Indien ebenfalls ein Half-Century über 86* Runs und verschaffte England so als Spieler des Spiels den Finaleinzug. Dort schied er schon im ersten Over aus, jedoch gelang es England dennoch den Titel zu gewinnen.
Daraufhin kollidierten seine Verpflichtungen in den nationalen Twenty20-Ligen mehrmals mit denen in der Nationalmannschaft, so dass er am 4. August 2023 bekanntgab vom internationalen Cricket zurückzutreten.